# Зорнціг-Аблас
Зорнціг-Аблас (нім. Sornzig-Ablaß) — громада в Німеччина, у землі Саксонія. Підпорядковується адміністративному округу Лейпциг. Входить до складу району Північна Саксонія.
Населення — 2 375 осіб (на 31 грудня 2006). Площа — 31,89 км².
Офіційний код — 14 3 89 280.

## Адміністративний поділ
Громада поділяється на 19 сільських округів.